# Zespół paraneoplastyczny
Zespół paraneoplastyczny, zespół paranowotworowy (ang. paraneoplastic syndrome, PS) – objawy lub zespoły objawów towarzyszące chorobie nowotworowej powstające niezależnie od miejscowego wzrostu lub występowania przerzutów odległych. Zespoły paraneoplastyczne często ustępują po skutecznym wyleczeniu nowotworu.
W wielu przypadkach etiologia zespołu nie jest znana. Najczęściej są efektem wywoływania reakcji autoimmunologicznej na krążące antygeny nowotworu lub wydzielania przez komórki nowotworowe substancji aktywnych biologicznie, takich jak hormony, czynników wzrostowych lub cytokin.
Do najczęstszych zespołów paraneoplastycznych zaliczamy:
- endokrynopatie:
  - zespół Cushinga (ektopowe wydzielanie ACTH)
  - zespół nieprawidłowego wydzielania hormonu antydiuretycznego
  - hiperkalcemia
  - hipoglikemia
  - policytemia (z powodu nadmiaru erytropoetyny)
  - zespół rakowiaka spowodowany serotoniną i bradykininą
- zmiany skórne:
  - acanthosis nigricans maligna
  - acanthosis palmaris
  - erythema gyratum repens
  - osteoartropatia przerostowa
  - paraneoplastyczne rogowacenie dłoni i stóp
  - pemfigoid paraneoplastyny
  - pęcherzyca paraneoplastyczna
  - piodermia zgorzelinowa
  - rumień nekrotyczny wędrujący
  - rybia łuska nabyta
  - zespół Lesera-Trélata
  - zespół Sweeta
- zespoły neurologiczne[3]:
  - zapalenie mózgu i rdzenia kręgowego
  - zapalenie układu limbicznego
  - podostra neuropatia czuciowa
  - zespół mioklonii i opsoklonii
  - zespół sztywności uogólnionej
  - miastenia
  - zespół Lamberta-Eatona
  - zapalenie skórno-mięśniowe
  - retinopatia związana z rakiem
- zmiany hematologiczne:
  - trombocytoza
  - eozynofilia
  - granulocytoza
- zmiany naczyniowe:
  - zespół rozsianego wykrzepiania wewnątrznaczyniowego
  - wędrujące zakrzepowe zapalenie żył powierzchownych (jako tzw. objaw Trousseau)
  - zapalenie małych naczyń skóry.